# Nasilje
Nasilje (dolazi od "sila"), označava odnos između dviju strana u kome jedna strana uporabom ili samom prijetnjom uporabe sile utječe na drugu stranu.
Nasilje je svjesna okrutnost usmjerena prema drugima s ciljem stjecanja moći pomoću nanošenja psihičke i/ili fizičke boli.

## Osobine nasilja
Nasilje je karakteristika mnogih inteligentnih vrsta. U stvari, svih, gdje postoji mogućnost da se nanese ozljeda, i na taj način ukloni protivnik iz arene. Svugdje gdje se bića trude dominirati jedno nad drugim, nasilje postoji. 

Jedna od osobina nasilja je da je obično neophodno u uvjetima primitivnog života. Ovisno od okoline, tendencija ka nasilju može biti u stvari od bitne važnosti za preživljavanje. Naša Zemlja je takva sredina. Za vrijeme projekata genetskog inženjeringa koji su se odigravali u prošlosti, one inteligentne vrste koje su razvijene bez sklonosti ka nasilju nisu preživjele i razvile se. Naprotiv, umrle su.
Šta je to nasilje i tendencija ka nasilju, i zašto je ono bilo neophodno u prošlosti? Kao prvo, vrste jedu jedna drugu. Kao što se često govori, vrste na našem planetu uglavnom koriste borbu ili bježanje suočeni s mogućnošću biti pojedenim. Iako se pretpostavlja da se ove dvije reakcije razlikuju, one imaju više zajedničkog nego različitog. Adrenalin se luči, srce tuče maksimalnom brzinom i svaka misao ili potreba u svezi s drugim stvarima, kao što je probava ili vođenje računa o ozljedi, biva potisnuta. Ako biće ustanovi da borba nije moguća niti bježanje ili njegove varijacije, pravit će se da je mrtvo. Za vrijeme bježanja adrenalin radi korisne stvari napuhivajući mišiće u nogama i izaziva trzanje ruku. Ako biće ustanovi da bijeg nije moguć, onda se primjenjuje posljednji pokušaj u odvraćanju napada - biće se pravi mrtvo, ili pokušava postati nepoželjnim plijenom za napadača, pa može nastati izbacivanje izmeta ili gubljenje svijesti.

## Obrambeni mehanizmi
U slučaju da je moguće uzvratiti napad primjenjuje se različit niz obrambenih koraka. Kao prvo, obrambeni položaj, pri čemu se tijelo nakostriješi da bi izgledalo veće, ili se pokazuju oružja kao što su zubi i kandže. Obrambeni položaj je vrlo poznat ljudima, jer često mogu vidjeti pse ljubimce kako kruže s ukrućenim nogama, nakostriješenom dlakom na vratu i podignutom gubicom, otkrivajući zube, posebice pokazujući "napadačke" očnjake. Ljudi prepoznaju ovo i u sebi samima. Ljudi odbijaju sjesti u opušteni položaj kada su u nazočnosti onih u koje nemaju povjerenja. Dlake se nakostriješe na stražnoj strani vrata, i ne žele da im neprijatelj priđe s leđa. 
Podsmijeh, koji se pripisuje aroganciji, je u stvari ekvivalent podizanju usana, odnosno pokazivanju zuba, kada se zapravo pripremamo za borbu.
Zatim, ako obrambeni položaj ne uspije odagnati napad, poduzima se napad u sukobu. Element iznenađenja se rabi koliko god je to moguće. Prema tome, obrambeni položaj se napušta i primjenjuje se ono što se naziva slijepi bijes. 
Napadnuti je sada napadač. Razvija se divlji bijes. Razara se sve što je u vidokrugu, bez žaljenja ili oklijevanja. Kada se završi obrambeni položaj i kada se osoba koja se brani istroši snagu, napad će ili biti odvraćen ili će rezultat bitke biti suprotan. Onaj koji se branio postaje obrok. 
Divlji bijes se često viđa kod pasa kućnih ljubimaca, iako se naziva drugačije. Ljudi smatraju da su njihovi psi čuvari agresori, a u stvari je potpuno suprotno. Najveći dio nasilja u svijetu je povezan s obrambenim položajem, čak i kada očevi udaraju svoje djetešca koja plaču o zid.
Stresna situacija s kojom se ne možemo suočiti na neki drugi način može dovesti do izljeva slijepog bijesa.
Žrtve nasilja osjećaju veliku ranjivost, bespomoćnost, sram i posramljenost što sve zajedno povećava nasilnikovo samopouzdanje i vjerojatnost za nastavak mučenja. Žrtve zlostavljanja koje pate duže vrijeme postaju sklone samoubojstvu.

## Upravljano nasilje
Međutim, mehanizam borbe ili bježanje nije onaj izvor nasilja koji uznemirava one koji izučavaju ljudsko društvo. Upravljano ili ritualizirano nasilje je užas. Vojnici su išli u rat, gdje su bili postavljeni jedni protiv drugih kao psi za borbu, natjerani na zauzimanje obrambenog položaja jednih protiv drugih. "Ubij ili budi ubijen", ne zato što vojnici osobno imaju neki interes u toj aktivnosti, nego zato što udaljena elita želi teritorij ili moć. 
Pojedinci masakrirani kao primjer drugima, kao, primjerice, kada se zapaljene gume stavljaju oko vrata crncima u Južnoj Africi od strane drugih crnaca. Poruka je: "surađuj s bijelcima i ovo će ti se dogoditi". Upravljano ili ritualizirano nasilje nastaje zbog toga što su ljudi dovoljno inteligentni za rabiti mehanizam borbe ili bježanje u svoju korist, izvan izvornog smisla. 
Pojedinci dolaze u opasnost da budu pojedeni tijekom teritorijalnih sukoba u okviru nekog rituala.
Mehanizam borbe ili bježanje je namjerno aktiviran od strane onih koji drže situaciju pod kontrolom, odnosno od onih koji se nadaju da stvari drže pod kontrolom, što je češći slučaj. Uklanjanje obrednog i upravljanog nasilja uglavnom ovisi od promjene načina rada ljudi, koja će se postupno dogoditi ovdje na Zemlji tijekom preobrazbe.
Mnogi zaposlenici žrtve su moralnogi psihičkog (emotivnog) zlostavljanja na poslu (eng. mobbing)
Nasilje je za premnoge postalo uobičajenim dijelom svakodnevnice, postali su neosjetljivi na njega I njegove razorne posljedice i mnogi u slučaju kada ih žrtva nasilja zatraži za pomoć, odbijaju ih ili pokazivanjem besćutnosti riječima kako su svi prošli kroz tako nešto ili na neki način izjednačivanjem sa zlostavljačem predbacujući žrtvi kako je tako nešto sama to zaslužila.
Znanstvenice Instituta Ivo Pilar Renata Franc, Ines Sučić i Ivana Vrselja ispitivala su rizična i antisocijalna ponašanja mlađih adolescenata u 2009. godine. Istraživanjem je bio obuhvaćen reprezentativi uzorak od 1823 djece u 50 osnovnih škola diljem Hrvatske u kojem se između ostalog pokazalo se da je mlađih adolescenata koji nose oružje u Hrvatskoj više nego u Americi (u Hrvatskoj u 8. razredu 26,8 posto, u Americi oružje u dobi od 9 do 12 godina nosi oko 17 posto učenika),  dječaci su skloniji tučnjavi, a u djevojčica je najprisutnije nasilje prema roditeljima. Svaki peti učenik 8. razreda priznao je da je napao vršnjaka s namjerom da ga ozlijedi, 17,3 posto 14-godišnjaka najmanje je jednom udarilo ili prijetilo nekome od roditelja, dok je svaki deseti osmaš bio nasilan prema učiteljici. (http://www.jutarnji.hr/svaki-cetvrti-osmas--iz-kuce-izlazi-s-nozem/335470/  Arhivirana inačica izvorne stranice od 9. studenoga 2009. (Wayback Machine))

## Vrste nasilja
- Fizičko nasilje je namjerno nanošenje tjelesnih ozljeda
- Emocionalno ili psihičko nasilje je najčešće verbalni (može biti i neverbalni) oblik nanošenja ozljeda nečijoj psihi
- Seksualno nasilje je specifičan oblik fizičkog nasilja, čine ga neželjeni seksualni kontakti
- Strukturalno nasilje je neodgovarajuća ili nepostojeća akcije društva (države)

Spektar nasilničkih ponašanja je vrlo širok I obuhvaća vrijeđanje, ogovaranje, javno ismijavanje, optuživanje, izdvajanje, ponižavanje, podrugivanje, izopćivanje, udaranje rukom ili nogom, svođenje na seksualni objekt ili vrijeđanje na spolnoj ili etničkoj osnovi.

## Nasilje i zakon
Kazneni zakon sankcionira fizičko nasilje, i prepoznaje ga u sljedećim oblicima:
- tjelesna ozljeda
- teška tjelesna ozljeda
- tjelesna ozljeda na mah
- tjelesna ozljeda iz nehaja
- teske tjelesne ozljede

lake tjelesne ozljede
teške tjelesne ozljede s posljedicom smrti
Da bi se nasilje sprječavalo potrebno je stvoriti jasna pravila u zajednici i društvu u cjelini koja agresiju prema drugima čini neprihvatljivom.
Nasilnici se s vremena na vrijeme osjećaju ohrabrenima, te nemoć, apatija i šutnja promatrača štete i njima i njihovim žrtvama.

## Vanjske poveznice
- Zakon o zaštiti od nasilja u obitelji
- Roditelji zlostavljači  Arhivirana inačica izvorne stranice od 8. studenoga 2009. (Wayback Machine)